# Tradition radicale noire
La tradition radicale noire est une tradition philosophique et une idéologie politique qui trouve ses racines dans l'Amérique du Nord du XXe siècle. Elle a été popularisée pour la première fois par le livre Marxisme noir de Cedric Robinson. Il s'agit d'un « ensemble de travaux culturels et intellectuels orientés vers l'action visant à perturber les normes sociales, politiques, économiques et culturelles issues des efforts anticoloniaux et antiesclavagistes ».
Les concepts influents de la tradition radicale noire comprennent l'abolition, le capitalisme racial et l'intersectionnalité.
Parmi les penseurs célèbres de la tradition radicale noire figurent Frantz Fanon, W. E. B. Du Bois, Cedric Robinson, Ruth Wilson Gilmore, Huey P. Newton, Robin Kelley, Stuart Hall, Angela Davis, C. L. R. James, Walter Rodney, George Jackson, Ambalavaner Sivanandan, Paul Gilroy, Gargi Bhattacharyya et Luke De Noronha.